# Margaret Erskine
Margaret Erskine, född okänt år, död 1572, var en skotsk grevinna, mätress till Jakob V av Skottland. 
Hon var mätress och favoritälskarinna till Jakob V, och blev mor till James Stewart, 1:e earl av Moray. Hon gifte sig 1527 med Sir Robert Douglas of Lochleven. År 1536 gjorde kungen förberedelser för att utverka en skilsmässa åt henne och gifta sig med henne, men det hela fullföljdes aldrig. Hon blev sedan slottsfru på Lochleven Castle, där drottning Maria Stuart en tid satt fängslad. 